# Gwenview
Gwenview is een vrij afbeeldingweergaveprogramma voor de KDE- en TDE-werkomgevingen. De laatste versie voor KDE 3.5 was Gwenview 1.4.2. Sinds Gwenview 2.0 en KDE 4.0 maakt het programma deel uit van het pakket kdegraphics en volgt het de KDE-versienummering. Gwenview volgt tevens de TDE-versienummering.

## Kenmerken
- Ondersteuning voor formaten als RAW, PNG, JPEG, GIF en SVG
- Mogelijkheid om door bestanden en mappen te bladeren
- Thumbnailweergave van elke afbeelding in een map
- Bekijken van een voorvertoning van video's
- Bewerken van Metadata (EXIF en IPTC)
- Uitbreidbaar met KIPI-plugins
- KPart-integratie met Konqueror en Dolphin
- Afbeeldingen draaien, spiegelen en verkleinen